# 27502 Stephbecca
27502 Stephbecca este un asteroid din centura principală de asteroizi.

## Descriere
27502 Stephbecca este un asteroid din centura principală de asteroizi. A fost descoperit pe 3 aprilie 2000 la Stația Anderson Mesa de Larry H. Wasserman. Asteroidul prezintă o orbită caracterizată de o semiaxă mare de 2,87 ua, o excentricitate de 0,02 și o înclinație de 3,0° în raport cu ecliptica.